# Tommaso Traetta
Tommaso Traetta (Bitonto, Reino de Nápoles, 30 de marzo de 1727 – Venecia, República de Venecia, 6 de abril de 1779) fue un compositor italiano, miembro de la escuela napolitana, principalmente en el campo de la ópera seria.

## Biografía
Traetta nació en Bitonto, un pueblo cerca de Bari, justo debajo de la parte alta del tacón de la bota de Italia. Llegó a ser discípulo del compositor, cantante y profesor Nicola Porpora en Nápoles y logró su primer éxito con su ópera Il Farnace, en Nápoles en 1751. En torno a esa época pudo haberse relacionado con Niccolò Jommelli. A partir de ese momento, Traetta recibe regularmente encargos de todo el país, tocando el típico abanico de temas clásicos. Es en 1758 cuando le sucede algo extraño que le hace reorientarse bruscamente, aceptando un puesto como maestro de capilla (maestro di cappella) de la corte en Parma.
Parma no era en aquel momento un lugar de excesiva importancia: un ducado menor, pero un ducado en cierto aspecto diferente, por ser el duque del momento español y su esposa francesa. Y en uno de esos típicos matrimonios interdinásticos de la época, él se había casado con la hija mayor de Luis XV de Francia. Con el resultado de que en ese momento había en Parma un gusto por todo lo francés, y en particular una fijación con el esplendor de Versalles. Allí es donde recibe la influencia del compositor Jean-Philippe Rameau. Fue en Parma donde las óperas de Traetta comenzaron a moverse en nuevas direcciones.
Como resultado, no hay duda de que Antigona, su ópera de 1772 para San Petersburgo, fue una de sus más avanzadas obras, la más cercana a los famosos ideales de reforma normalmente asociados con Gluck, pero que de hecho se aprecian también en otros compositores de la época.
Fue en Parma, en la corte del Duque de Borbón, donde Traetta se imbuyó inesperadamente del aire fresco de Francia. En Parma, en 1759, encontró un cierto número de colaboradores, y tuvo la fortuna de que el hombre al cargo de la ópera de la ciudad era un francés muy culto educado en París, Guillaume Du Tillot, que, entre otras responsabilidades, tenía la de definir el portfolio cultural completo, como primer ministro de Don Felipe. A juzgar por la influencia estilística general en términos de grandes efectos escénicos, y por ciertos préstamos musicales muy concretos, Traetta tuvo acceso en Parma a copias de operas de Rameau. A su influencia, Traetta añadió algunos ingredientes propios, especialmente un gusto por el color dramático, en la forma de sus melodías y en su uso de la orquesta. El resultado fue una combinación de elementos italianos, franceses y alemanes, que incluso anticiparon el movimiento Sturm und Drang que florecería algunos años más tarde más al norte.
El primer resultado de esta francofilia fue la ópera que Traetta escribió en 1759. Ippolito ed Aricia le debe mucho a la tragedia lírica de 1733 de Rameau, Hippolyte et Aricie. Pero Traetta no es un simple traductor de Rameau. Frugoni, el libretista de Traetta en Parma, reescribió completamente la versión original francesa de Quinault, que a su vez se había basado en Racine, que a su vez se inspiró en raíces griegas - el Hipólito de Eurípides. Frugoni mantuvo ciertos elementos franceses clave: la estructura en cinco actos frente a los tres habituales; ciertos toques de espectáculo y efectos de estilo francés y en particular las danzas y entretenimientos que dan fin a cada uno de los cinco actos; y un uso más elaborado del coro que lo que hacían por ejemplo Hasse, Graun y Jommelli. 
A lo largo de la década siguiente, los 1760, Tommaso Traetta compuso música incesantemente. No sólo ópera seria. Hizo también varias comedias, por no hablar de la música sacra compuesta para la orden imperial. pero la ópera seria era generalmente lo que su majestad imperial demandaba. Las primeras óperas de Traetta para Catalina la Grande parecen ser en su mayor parte revisiones de sus trabajos anteriores. Pero entonces, en 1772, llega Antigona y por algún motivo, ya sea la propia inclinación de Traetta, a petición de su libretista Marco Coltellini, o la disponibilidad de la soprano Caterina Gabrielli, la nueva ópera logró niveles de sentimiento e intensidad que nunca había explorado antes, ni siquiera en Parma.
La ópera de la corte de Catalina la Grande se representó en un teatro en el mismo Palacio de invierno, creado por el arquitecto Bartolomeo Francesco Rastrelli, otro Italiano, arquitecto de muchos edidficios en San Petersburgo, incluyendo el Hermitage. El teatro estaba bastante cerca de los aposentos de la Emperatriz. De hecho, demasiado cerca, ya que en 1783, es decir, algo después de la marcha de Traetta, la Emperatriz ordenó que se cerrase y se construyese uno nuevo. Algunos años antes ya había echado a Rastrelli, que había sido el arquitecto favorito de su predecesor. Traetta también se marchó, aunque posiblemente fue el riguroso clima de la ciudad, más que el deseo de la Emperatriz, lo que le llevó a tomar la decisión de abandonar San Petersburgo en 1775, y retomar la vida de compositor de óperas, e incluso escribir dos obras para Londres: Germondo en 1776 y Telémaco el año siguiente. 
Traetta murió dos años más tarde, en abril de 1779, en Venecia, y para entonces, la ópera seria será por diversos motivos artísticos y económicos una especie amenazada.

## Obras

### Óperas
- Farnace - Nápoles 1750
- I pastori felici - ivi - 1753
- Ezio - Roma 1754
- Le nozze contrastate - 1754
- Il buovo d'Antona - Florencia 1756
- La Nitteti - Reggio Emilia 1757
- Ippolito e Aricia - Parma 1759
- Ifigenia in Aulide - Viena 1759
- Stordilano, principe di Granata - 1760
- Armida - Vienna 1760
- Sofonisba - Mannheim 1761
- La francese a Malaghera - 1762
- Alessandro nell'Indie - Reggio Emilia 1762
- Didone abbandonata - 1764
- Semiramide riconosciuta - 1765
- La serva Rivale - 1767
- Amore in trappola - 1768
- L'Isola disabitata - 1769
- L'Olimpiade - 1770
- Antigone - 1772
- Germondo - 1776
- Il cavaliere errante - 1777
- La disfatta di Dario - 1778
- Artenice - 1778

### Música sacra
Existe en el conservatorio de Nápoles un Stabat Mater a cuatro voces y orquesta, así como dos lecciones para la mañana de Navidad y una parte de la pasión según San Juan. En el conservatorio del hospital de Venecia se encuentra un oratorio en latín titulado Salomon.